# Kim Ok-soon
Kim Ok-soon (koreanisch 김옥순; * 2. Februar 1949 in Sinheung) ist eine ehemalige nordkoreanische Eisschnellläuferin.
Kim trat international erstmals bei der Mehrkampfweltmeisterschaft 1968 in Helsinki in Erscheinung, wobei sie den 25. Platz im Mini-Mehrkampf errang. In den folgenden Jahren belegte sie bei der Winter-Universiade 1970 in Rovaniemi den sechsten Platz über 1500 m, den fünften Rang über 1500 m sowie den vierten Platz über 3000 m und bei ihren letzten internationalen Wettbewerb bei den Olympischen Winterspielen 1972 in Sapporo den 13. Platz über 3000 m.

## Persönliche Bestzeiten
| Disziplin | Zeit       | Datum             | Ort           |
| --------- | ---------- | ----------------- | ------------- |
| 500 m     | 48,1 s     | 14. März 1969     | Jekaterinburg |
| 1000 m    | 1:37,8 min | 15. März 1969     | Jekaterinburg |
| 1500 m    | 2:25,8 min | 26. Dezember 1969 | Pujon         |
| 3000 m    | 5:07,2 min | 18. Januar 1970   | Hyesan        |